# Гибридная игровая консоль
Гибридная игровая консоль — это вид игровой консоли, который объединяет функциональность портативной и домашней игровой системы. Этот тип консолей представляет собой устройство, способное работать как в режиме портативной игровой платформы, позволяя игрокам играть в игры в любом месте, так и в режиме домашней консоли, подключаясь к телевизору или монитору для более комфортного геймплея.
Гибридные игровые консоли стали популярными в начале 2010-х годов благодаря компаниям, таким как Nintendo с их консолью Nintendo Switch. Этот вид консолей дает пользователям возможность играть как в домашних условиях, так и в пути, что делает их идеальным выбором для тех, кто ценит гибкость и мобильность.
Одной из ключевых особенностей гибридных игровых консолей является наличие док-станции, которая позволяет подключить консоль к телевизору и играть на большом экране. При этом игроки могут легко переключаться между режимами игры, сохраняя свой прогресс и наслаждаясь игровым процессом без ограничений.
Еще одним преимуществом гибридных консолей является возможность использования съемных контроллеров, что дает пользователям дополнительные варианты управления игрой в зависимости от их предпочтений.
Хотя гибридные игровые консоли обладают рядом преимуществ, они также имеют свои недостатки, такие как более ограниченные технические характеристики по сравнению с домашними консолями и портативными устройствами. Тем не менее популярность гибридных игровых консолей продолжает расти, и производители продолжают разрабатывать новые модели с улучшенными функциональностями и возможностями.
Таким образом, гибридные игровые консоли представляют собой уникальный тип игровых устройств, которые сочетают в себе преимущества портативных и домашних консолей, обеспечивая игрокам удобство и гибкость в выборе места и времени для игры.